# Alina Schröder
Alina Schröder (* 15. Mai 1985 in Koblenz) ist eine deutsche Journalistin.
Nach Abschluss ihres Studiums der  Medienwissenschaft, Psychologie und Volkswirtschaftslehre
in Bonn absolvierte sie ein journalistisches Volontariat beim Südwestrundfunk. Ab 2012 arbeitete sie als
crossmediale Redakteurin für Dasding, Dasding.tv und EinsPlus. Darüber hinaus produzierte sie seit 2015 den wöchentlichen Videoblog Alina – Die Liebe und der Sex, den sie selbst moderierte.
Zum 1. Februar 2017 wurde Schröder Programmchefin von Dasding.